# Lissonota horpa
Lissonota horpa är en stekelart som beskrevs av Ugalde och Ian D. Gauld 2002. Lissonota horpa ingår i släktet Lissonota och familjen brokparasitsteklar. Inga underarter finns listade i Catalogue of Life.